# N̂
De N̂ (onderkast: n̂) is een letter die voorkomt in het Latijns schrift die wordt gebruikt in het Mescalero-Chiricahua, het Massa en het Luxemburgs. Het wordt ook gebruikt bij het romaniseren van het Zuidelijk Min en van het cyrillisch schrift. De letter wordt gevormd door het karakter N met een daarboven geplaatste accent circonflexe.

## Gebruik
De N̂ wordt gebruikt bij het romaniseren van de taalvariaties die onder het Zuidelijk Min vallen, bijvoorbeeld het Taiwanees. De N̂ wordt tevens gebruikt bij het romaniseren van het cyrillische schrift, waar het volgens de standaarden van de ISO 9 de cyrillische letter Њ vertegenwoordigt. Deze letter wordt gebruikt in het Macedonisch, het Montenegrijns en het Servisch.
In het Luxemburgs wordt de N̂ gebruikt om een nasalisatie van de N weer te geven. Dit geldt overigens ook voor de M̂ bij de letter M. De circonflexe kan zich ook over de klinker bevinden om nasalisatie aan te geven. Voor beide gevallen geldt dat de circonflexe slechts zelden wordt toegepast.

## Weergave op de computer
De letter N̂ kan worden weergegeven met de volgende Unicode-tekens: U+004E U+0302 (hoofdletter) en U+006E U+0302 (kleine letter). De eerste tekens in de twee reeksen geven respectievelijk de karakters N en n aan, en de laatste tekens geven de circonflexe aan.